# Гриневичі Великі
Гриневичі Великі (Гриневіче-Дуже, пол. Hryniewicze Duże) — село в Польщі, у гміні Більськ-Підляський Більського повіту Підляського воєводства. Населення — 107 осіб (2011).

## Історія
Вперше згадується 1569 року.
У 1975—1998 роках село належало до Білостоцького воєводства.

## Демографія
Демографічна структура станом на 31 березня 2011 року:
|          | Загалом | Допрацездатний вік | Працездатний вік | Постпрацездатний вік |
| -------- | ------- | ------------------ | ---------------- | -------------------- |
| Чоловіки | 51      | 4                  | 36               | 11                   |
| Жінки    | 56      | 7                  | 33               | 16                   |
| Разом    | 107     | 11                 | 69               | 27                   |

## Релігія
На цвинтарі села міститься дерев'яна каплиця святого Пророка Ілії.

## Особистості

### Народилися
- Ігнатій Данилович, історик, професор Віленського, Харківського, Київського і Московського університетів[2].